# Yoon Ji-su
Yoon Ji-su (kor. 윤지수, ur. 24 stycznia 1993 w Pusan) – koreańska szablistka, brązowa medalistka olimpijska i czterokrotna medalistka mistrzostw świata.
Podczas igrzysk olimpijskich w Rio de Janeiro w 2016 roku była piąta w zawodach drużynowych. Brała także udział w igrzyskach olimpijskich w Tokio, gdzie Koreanki w składzie: Kim Ji-yeon, Yoon Ji-su, Seo Ji-yeon i Choi Soo-yeon wywalczyły brązowy medal. W rywalizacji indywidualnej zajęła tam jedenastą pozycję.
Na mistrzostwach świata w Lipsku w 2017 roku zdobyła srebrny medal w zawodach drużynowych. Koreanki z Kim w składzie zdobyły także brązowe medale na mistrzostwach świata w Wuxi (2018), mistrzostwach świata w Budapeszcie (2019) i mistrzostwach świata w Mediolanie (2023).
Ponadto zdobyła złoto drużynowo na igrzyskach azjatyckich w Inczon w 2014 roku oraz rozgrywanych cztery lata później igrzyskach azjatyckich w Dżakarcie. Na igrzyskach azjatyckich w Hangzhou była najlepsza indywidualnie oraz trzecia w drużynie.